# Butrint
Butrint este un oraș grec vechi de 2.500 de ani din Albania, care se întinde pe o suprafață de aproximativ 17 km2.
Situat într-o zonă deluroasă și împădurită, la sud de orașul Saranda, în apropiere de granița cu Grecia, Butrint a fost primul sit excavat de italieni în anii 1920. Cu acea ocazie s-a descoperit un amfiteatru și ziduri construite de greci.
Arheologii au descoperit ulterior bazilici paleocreștine, un baptisteriu și opt băi.
Situl arheologic a fost inclus pe lista patrimoniului cultural mondial UNESCO în anul 1992.